# Zmarli w roku 1988
Lista osób zmarłych w 1988:

## styczeń 1988
- 6 stycznia – Zofia Fafius, polska architektka[1]
- 11 stycznia – Isidor Isaac Rabi, amerykański fizyk, laureat Nagrody Nobla[2]
- 14 stycznia – Gieorgij Malenkow, radziecki działacz państwowy[3]
- 15 stycznia – Seán MacBride, szef sztabu Irlandzkiej Armii Republikańskiej (IRA), współzałożyciel i przewodniczący Amnesty International, laureat Pokojowej Nagrody Nobla[4]
- 28 stycznia – Klaus Fuchs, niemiecki nukleonik; uczestnik Projektu Manhattan, skazany za szpiegostwo na rzecz ZSRR[5]

## luty 1988
- 1 lutego – Heather O’Rourke, amerykańska aktorka dziecięca[6]
- 12 lutego – Jerzy Rudnicki, polski alpinista i taternik[7]
- 19 lutego – Isabel Bishop, amerykańska malarka i graficzka[8]
- 22 lutego – Stefan Majchrowski, polski pisarz, oficer kawalerii[9]

## marzec 1988
- 3 marca – Henryk Szeryng, polski skrzypek, od 1946 na stałe w Meksyku[10]
- 9 marca – Janusz Piekałkiewicz, żołnierz, pisarz, historyk, reżyser, reporter radiowy, twórca filmowy[11]
- 12 marca – Karen Steele, amerykańska aktorka filmowa[12]
- 17 marca – Andrzej Żabiński, polski polityk, działacz partyjny, socjolog[13]

## kwiecień 1988
- 6 kwietnia – Zbigniew Stolarek, polski reportażysta, tłumacz literatury pięknej, poeta, redaktor książek[14]
- 7 kwietnia:
  - Cesar Bresgen, austriacki kompozytor[15]
  - Stefania Iwińska, polska aktorka[16]
- 19 kwietnia:
  - Jonasz Kofta, polski poeta i dramaturg, satyryk, piosenkarz i artysta kabaretowy[17]
  - Rafael Calvo Serer, hiszpański filozof, pisarz[18]
- 24 kwietnia – Kazimierz Gregorkiewicz, polski architekt, urbanista, działacz społeczny[19]
- 25 kwietnia – Clifford D. Simak, amerykański pisarz fantastyki naukowej[20]

## maj 1988
- 1 maja – Paolo Stoppa, włoski aktor teatralny i filmowy[21]
- 4 maja – Jan Mazurkiewicz ps. „Radosław” generał, żołnierz Legionów, Wojska Polskiego i Armii Krajowej[22]
- 13 maja – Chet Baker, amerykański trębacz jazzowy[23]
- 27 maja:
  - Mirosław Azembski, polski reportażysta, dziennikarz i publicysta[24]
  - Ernst Ruska, niemiecki uczony, noblista[25]

## czerwiec 1988
- 15 czerwca – Klemens Vismara, włoski duchowny katolicki, misjonarz w Birmie, błogosławiony[26]
- 16 czerwca – Martin Pötzinger, amerykański działacz religijny, członek Ciała Kierowniczego Świadków Jehowy[27]
- 27 czerwca – Alfons Łosowski, polski rzeźbiarz, malarz, rysownik[28]

## lipiec 1988
- 26 lipca – Fazlur Rahman, pakistański filozof[29]

## sierpień 1988
- 2 sierpnia – Steve Anderson, amerykański lekkoatleta[30]
- 3 sierpnia – Edward Dietz, polski duchowny luterański[31]
- 14 sierpnia – Enzo Ferrari, włoski kierowca wyścigowy, założyciel wytwórni samochodów wyścigowych Ferrari[32]
- 16 sierpnia – Georgi Keranow, bułgarski strzelec sportowy[33]
- 17 sierpnia:
  - Tadeusz Krwawicz, polski lekarz, okulista, jeden z najwybitniejszych na świecie autorytetów w dziedzinie okulistyki XX wieku[34]
  - Franklin Delano Roosevelt Jr., amerykański polityk
  - Muhammad Zia ul-Haq, prezydent Pakistanu[35]
- 18 sierpnia – Tadeusz Kulisiewicz, polski grafik i rysownik[36]

## wrzesień 1988
- 1 września – Luis Walter Alvarez, amerykański fizyk, laureat Nagrody Nobla[37]
- 23 września – Włodzimierz Dworzaczek, polski historyk[38]

## październik 1988
- 4 października – Carlo Carretto, włoski eremita, pisarz katolicki[39]
- 18 października:
  - Jan Świderski, polski aktor, reżyser teatralny, pedagog[40]
  - Zygmunt Warczygłowa, polski malarz prymitywista[41]
- październik – Lída Hynková, czeska taterniczka, malarka i doktor prawa[42]

## listopad 1988
- 9 listopada – Yves Baudrier, francuski żeglarz, olimpijczyk[43]
- 11 listopada – Jan Himilsbach, polski aktor[44]
- 13 listopada – Jaromír Vejvoda, czeski kompozytor i muzyk, sławę uzyskał dzięki polce Škoda lásky[45]

## grudzień 1988
- 6 grudnia – Roy Orbison, amerykański muzyk[46]
- 8 grudnia – Eugeniusz Rybka, polski astronom[47]
- 21 grudnia – Bohdan Czeszko, polski literat[48]
- 23 grudnia – Alexandre Gelbert, szwajcarski żeglarz, olimpijczyk[49]
- 25 grudnia:
  - Jan Białostocki, historyk sztuki, autor m.in. wielokrotnie wznawianej pracy Sztuka cenniejsza niż złoto[50]
  - Jewgienij Gołubiew, rosyjski i radziecki kompozytor[51]
- data dzienna nieznana: 
  - dokładna data nie znana – Adam Bekerman, izraelski malarz i rzeźbiarz pochodzenia polskiego[52]